# Matrice
Matrice é uma comuna italiana da região do Molise, província de Campobasso, com cerca de 1.067 habitantes. Estende-se por uma área de 20 km², tendo uma densidade populacional de 53 hab/km². Faz fronteira com Campobasso, Campolieto, Castellino del Biferno, Montagano, Petrella Tifernina, Ripalimosani, San Giovanni in Galdo.

## Demografia
| Variação demográfica do município entre 1861 e 2011                               |
|                                                                                   |
| Fonte: Istituto Nazionale di Statistica (ISTAT) - Elaboração gráfica da Wikipedia |